# Гокем (Канзас)
Гокем (англ. Holcomb) — місто (англ. city) в США, в окрузі Фінні штату Канзас. Населення — 2245 осіб (2020).

## Географія
Гокем розташований за координатами 37°59′0″ пн. ш. 101°0′11″ зх. д. / 37.98333° пн. ш. 101.00306° зх. д. (37.983323, -101.003149).  За даними Бюро перепису населення США в 2010 році місто мало площу 3,49 км², з яких 3,49 км² — суходіл та 0,00 км² — водойми. В 2017 році площа становила 3,20 км², уся площа — суходіл.

## Демографія
Згідно з переписом 2010 року, у місті мешкали 2094 особи в 654 домогосподарствах у складі 521 родини. Густота населення становила 600 осіб/км².  Було 680 помешкань (195/км²).
Расовий склад населення:
| - 86,6 % — білих - 0,4 % — корінних американців - 0,3 % — чорних або афроамериканців - 0,2 % — азіатів - 9,2 % — осіб інших рас |

До двох чи більше рас належало 3,2 %. Частка іспаномовних становила 32,5 % від усіх жителів.
За віковим діапазоном населення розподілялося таким чином: 37,8 % — особи молодші 18 років, 58,1 % — особи у віці 18—64 років, 4,1 % — особи у віці 65 років та старші. Медіана віку мешканця становила 28,9 року. На 100 осіб жіночої статі у місті припадало 100,0 чоловіків;  на 100 жінок у віці від 18 років та старших — 99,2 чоловіків також старших 18 років.
Середній дохід на одне домашнє господарство  становив 74 360 доларів США (медіана — 65 521), а середній дохід на одну сім'ю — 79 397 доларів (медіана — 75 074). Медіана доходів становила 46 181 долар для чоловіків та 35 667 доларів для жінок. За межею бідності перебувало 13,1 % осіб, у тому числі 17,9 % дітей у віці до 18 років та 9,0 % осіб у віці 65 років та старших.
Цивільне працевлаштоване населення становило 1159 осіб. Основні галузі зайнятості: освіта, охорона здоров'я та соціальна допомога — 26,3 %, роздрібна торгівля — 15,4 %, виробництво — 11,8 %, сільське господарство, лісництво, риболовля — 9,0 %.